# كريزي تاكسي 3: هاي رولير
كريزي تاكسي 3: هاي رولير (بالإنجليزية: Crazy Taxi 3: High Roller)‏ هي اللعبة الثالثة من سلسلة كريزي تاكسي.

## الميزات
اللعبة تحتوي على ثلاث أماكن:
- الساحل الغربي (من كريزي تاكسي 1)
- سمال أبل (من كريزي تاكسي 2، الآن ثبتت ليلاً)
- غليتر أوايسيس (مكان جديد من كريزي تاكسي 3)